# Vineta

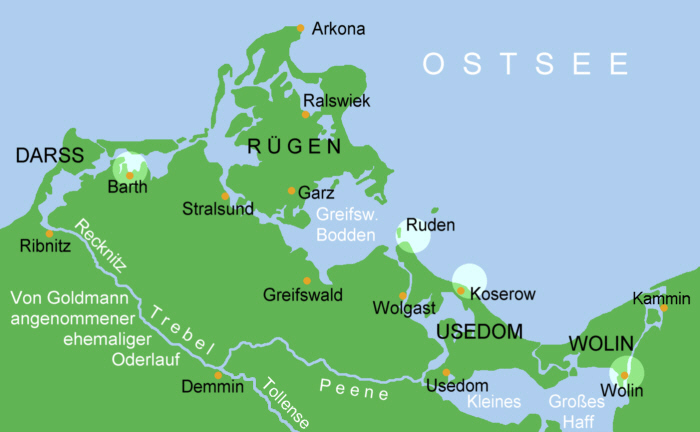
Locaties waarvan men vermoedt waar Vineta gelegen kan hebben.

Vineta is een verloren stad aan de Duitse Oostzeekust. De stad is ook bekend als Vinneta, Jumneta, Niniueta en Immuueta. Dikwijls wordt de stad verbonden aan de legendarische versterking Jomsburg, de thuisbasis van de Jomsvikingen.
De oudste vermelding dateert uit de 10e eeuw en is van Ibrahim ibn Yaqub al-Tartushi, die spreekt van de stad Weltaba of Weltawa. Het zou de grootste stad van Europa zijn, met 40.000 tot 60.000 inwoners en 12 stadspoorten.
Er zijn diverse verhalen over het verdwijnen van Vineta. De inwoners zouden onderling ruzie hebben gekregen, waarna ze de hulp van buitenstaanders inriepen die echter niet kwamen helpen maar de stad verwoestten. Een andere verhaal meldt dat de stad door de zee is verzwolgen omdat de bewoners zich slecht gedroegen en God de stad wilde straffen. De Knýtlinga saga meldt dat de Denen de stad in 1170 verwoest hadden.
Er is een aantal plaatsen aan de Baltische kust waarvan men vermoedt dat Vineta zou kunnen liggen. De eilanden Usedom en Rügen worden genoemd, maar ook de streek rond Barth in Voor-Pommeren is een mogelijkheid. De historische kroniekschrijver Adam van Bremen noemde de plaats Jumne, tegenwoordig bekend als het Poolse Wolin; er zijn aanwijzingen van bewoning door Vikingen en Slaven, maar er is geen grote oorlogshaven of een fort aangetroffen. Selma Lagerlöf vermeldt in haar Sprookjes en Geschiedenisboek over Zweden: Nils Holgerssons reizen dat Vineta heeft gelegen aan de kust van het Zweedse eiland Gotland.